# Princesa consorte de Liechtenstein
El título de princesa consorte de Liechtenstein es ostentado por la consorte del príncipe soberano de Liechtenstein. Fue creado en 1608, para Ana María Šemberová de Boskovic y Černá Hora, quien era esposa de Carlos I. Solamente han existido quince titulares. Actualmente el título está vacante, ya que la última titular fue María Kinsky de Wchinitz y Tettau, fallecida en 2021.
Quien ostente este título recibe también los títulos de duquesa consorte de Troppau y Krnov.

## Casa de Liechtenstein
Esta es una lista de Princesas de Liechtenstein que asumieron su título por su matrimonio con el Príncipe Soberano de Liechtenstein:
| N.º | Imagen | Nombre                                 | Padre                                                                             | Nacimiento               | Matrimonio              | Princesa consorte desde                                           | Princesa consorte hasta                                                        | Muerte                   | Esposo                             |
| --- | ------ | -------------------------------------- | --------------------------------------------------------------------------------- | ------------------------ | ----------------------- | ----------------------------------------------------------------- | ------------------------------------------------------------------------------ | ------------------------ | ---------------------------------- |
| 1   |        | Ana Šemberová de Boskovic y Černá Hora | Juan Šembera de Boskovic y Černá Hora, Barón de Boskovic (Černá Hora)             | 1575                     | 1590                    | 20 de diciembre de 1608 Su esposo es creado príncipe soberano     | 6 de junio de 1625                                                             | 6 de junio de 1625       | Carlos I                           |
| 2   |        | Juana de Dietrichstein-Nikolsburg      | Príncipe Maximiliano de Dietrichstein-Nikolsburg (Dietrichstein-Nikolsburg)       | 1625                     | 6 de agosto de 1644     | 6 de agosto de 1644                                               | 26 de marzo de 1676                                                            | 26 de marzo de 1676      | Carlos Eusebio                     |
| 3   |        | Edmunda de Dietrichstein-Nikolsburg    | Príncipe Fernando José de Dietrichstein-Nikolsburg (Dietrichstein-Nikolsburg)     | 17 de abril de 1652      | 16 de febrero de 1681   | 5 de abril de 1684 Acceso al trono de su esposo                   | 16 de junio de 1712 Muerte de su esposo                                        | 15 de marzo de 1737      | Juan Adán I                        |
| 4   |        | Eleonora de Thun-Hohenstein            | Conde Miguel Osvaldo de Thun-Hohenstein (Thun-Hohenstein)                         | 4 de mayo de 1661        | 15 de octubre de 1679   | 12 de marzo de 1718 Acceso al trono de su esposo                  | 11 de octubre de 1721 Muerte de su esposo                                      | 10 de febrero de 1723    | Antonio Florián                    |
| 5   |        | María de Oettingen-Spielberg           | Francisco Alberto, I Príncipe de Oettingen-Spielberg (Oettingen-Spielberg)        | 21 de septiembre de 1693 | 3 de agosto de 1716     | 11 de octubre de 1721 Acceso al trono de su esposo                | 15 de abril de 1729                                                            | 15 de abril de 1729      | José Juan Adán                     |
| 6   |        | María Kottulinska de Kottulin          | Conde Francisco Carlos Kottulinsky, Barón de Kottulin y Krzizkowitz (Kottulinsky) | 12 de mayo de 1707       | 22 de agosto de 1729    | 22 de agosto de 1729                                              | 16 de diciembre de 1732 Acceso al trono de su esposo                           | 6 de febrero de 1788     | José Juan Adán                     |
| 7   |        | Ana de Liechtenstein                   | Príncipe Antonio Florián de Liechtenstein (Liechtenstein)                         | 11 de septiembre de 1699 | 19 de abril de 1718     | 16 de diciembre de 1732 Reacceso al trono de su esposo            | 6 de julio de 1745 Acceso al trono de Juan Nepomuceno Carlos (mayoría de edad) | 20 de enero de 1753      | José Venceslao I (Segundo Reinado) |
| 8   |        | María de Harrach-Rohrau                | Conde Federico Augusto de Harrach-Rohrau (Harrach)                                | 20 de noviembre de 1727  | 19 de marzo de 1744     | 6 de julio de 1745 Acceso al trono de su esposo (mayoría de edad) | 22 de diciembre de 1748 Muerte de su esposo                                    | 15 de febrero de 1788    | Juan Nepomuceno Carlos             |
| 7   |        | Ana de Liechtenstein                   | Príncipe Antonio Florián de Liechtenstein (Liechtenstein)                         | 11 de septiembre de 1699 | 19 de abril de 1718     | 22 de diciembre de 1748 Reacceso al trono de su esposo            | 20 de enero de 1753                                                            | 20 de enero de 1753      | José Venceslao I (Tercer reinado)  |
| 9   |        | Leopoldina de Sternberg                | Conde Francisco Felipe de Sternberg (Sternberg)                                   | 11 de diciembre de 1733  | 6 de julio de 1750      | 10 de febrero de 1772 Acceso al trono de su esposo                | 18 de agosto de 1781 Muerte de su esposo                                       | 27 de junio de 1809      | Francisco José I                   |
| 10  |        | Carolina de Manderscheid-Blankenheim   | Conde Juan Guillermo de Manderscheid-Blankenheim (Manderscheid-Blankenheim)       | 14 de noviembre de 1768  | 16 de noviembre de 1783 | 16 de noviembre de 1783                                           | 24 de marzo de 1805 Muerte de su esposo                                        | 11 de junio de 1831      | Luis I                             |
| 11  |        | Josefa de Fürstenberg-Weitra           | Landgrave Joaquín Eugenio de Fürstenberg-Weitra (Fürstenberg)                     | 21 de junio de 1776      | 12 de abril de 1792     | 24 de marzo de 1805 Acceso al trono de su esposo                  | 20 de abril de 1836 Muerte de su esposo                                        | 23 de febrero de 1848    | Juan I José                        |
| 12  |        | Francisca Kinsky de Wchinitz y Tettau  | Conde Francisco de Paula Kinsky de Wchinitz y Tettau (Kinsky)                     | 8 de agosto de 1813      | 8 de agosto de 1831     | 20 de abril de 1836 Acceso al trono de su esposo                  | 12 de noviembre de 1858 Muerte de su esposo                                    | 5 de febrero de 1881     | Luis II                            |
| 13  |        | Isabel de Gutmann                      | Ritter Guillermo Isaac de Gutmann (Gutmann)                                       | 8 de enero de 1875       | 22 de julio de 1929     | 22 de julio de 1929                                               | 25 de julio de 1938 Muerte de su esposo                                        | 28 de septiembre de 1947 | Francisco I                        |
| 14  |        | Georgina de Wilczek                    | Conde Fernando María de Wilczek (Wilczek)                                         | 24 de octubre de 1921    | 7 de marzo de 1943      | 7 de marzo de 1943                                                | 18 de octubre de 1989                                                          | 18 de octubre de 1989    | Francisco José II                  |
| 15  |        | María Kinsky de Wchinitz y Tettau      | Conde Fernando Carlos Kinsky de Wchinitz y Tettau (Kinsky)                        | 14 de abril de 1940      | 30 de julio de 1967     | 13 de noviembre de 1989 Acceso al trono de su esposo              | 21 de agosto de 2021                                                           | 21 de agosto de 2021     | Juan Adán II                       |